# Dihexyverine
Dihexyverine là một loại thuốc dược phẩm kháng muscarinic liên quan đến dicycloverine được sử dụng như một thuốc co thắt.